# 富麗敦酒店
1°17′10″N 103°51′10″E / 1.28611°N 103.85278°E
新加坡富丽敦酒店，为一家位于新加坡中心区、新加坡河河口的五星级精品酒店。其此前称为浮尔顿大厦（The Fullerton Building）或邮政总局，也是新加坡的一处文化和建筑遗产。酒店地址位于浮尔顿广场1号。

## 历史

### 浮尔顿大厦
浮尔顿大厦的名字来自第一任海峽殖民地總督罗伯特·浮尔顿（Robert Fullerton）（任期为1826-1829年）。1919年，作为英国殖民地的百年庆祝仪式的一部分，该大厦被授命建造，并由上海的凯司洋行（Keys & Dowdeswell）设计，该建筑公司同时也是新加坡首都戏院、中央医院的设计者。

### 浮尔顿堡垒与新加坡石
该大厦的最北部包括着浮尔顿堡垒，该堡垒式建筑始建于1829年，主要用来防御任何海面上的袭击。1843年，原刻有13世纪文字的一个砂岩质天然磐石－“新加坡古石”被销毁后，堡垒得以扩建。一块沙石的碎片得以抢救并保存在位于史丹福路的新加坡国家博物院中。1874年，堡垒让给了第一邮政总局和交易所。1920年，建造浮尔顿大厦的计划浮出水面，但是由于缺少经费，直到1924年2月，工程才得以动土。建筑总耗资叻币$410万，在延迟了数月后，1928年6月浮尔顿大厦竣工。
1928年，新加坡治理官克利福（Hugh Clifford）宣布浮尔顿大厦开张，并沿用罗伯特·浮尔顿（Robert Fullerton）命名。建筑主要有五个承租方：邮政总局、交易所、新加坡俱乐部（现在的新加坡城俱乐部）、海运部和进出口部（之后的贸易及工业部），其中亦有商会、一些处理农业、渔业和林业的政府部门在此工作。

### 邮政总局
作为主要租户，邮政总局（The General Post Office）在大厦开张的两周后就搬进浮尔顿大厦。邮政总局占有楼下的两层楼：包括邮政大厅、办公室和整理室。大厦中有邮筒，可直接把信件由带式运输机送往地下室，并派送到整理室中。地下室为一条位于浮尔顿路下的35米长的行人隧道，直接连通到码头。邮件经此寄往海外，或由船舶上取件送抵邮政总局。

### 新加坡俱乐部

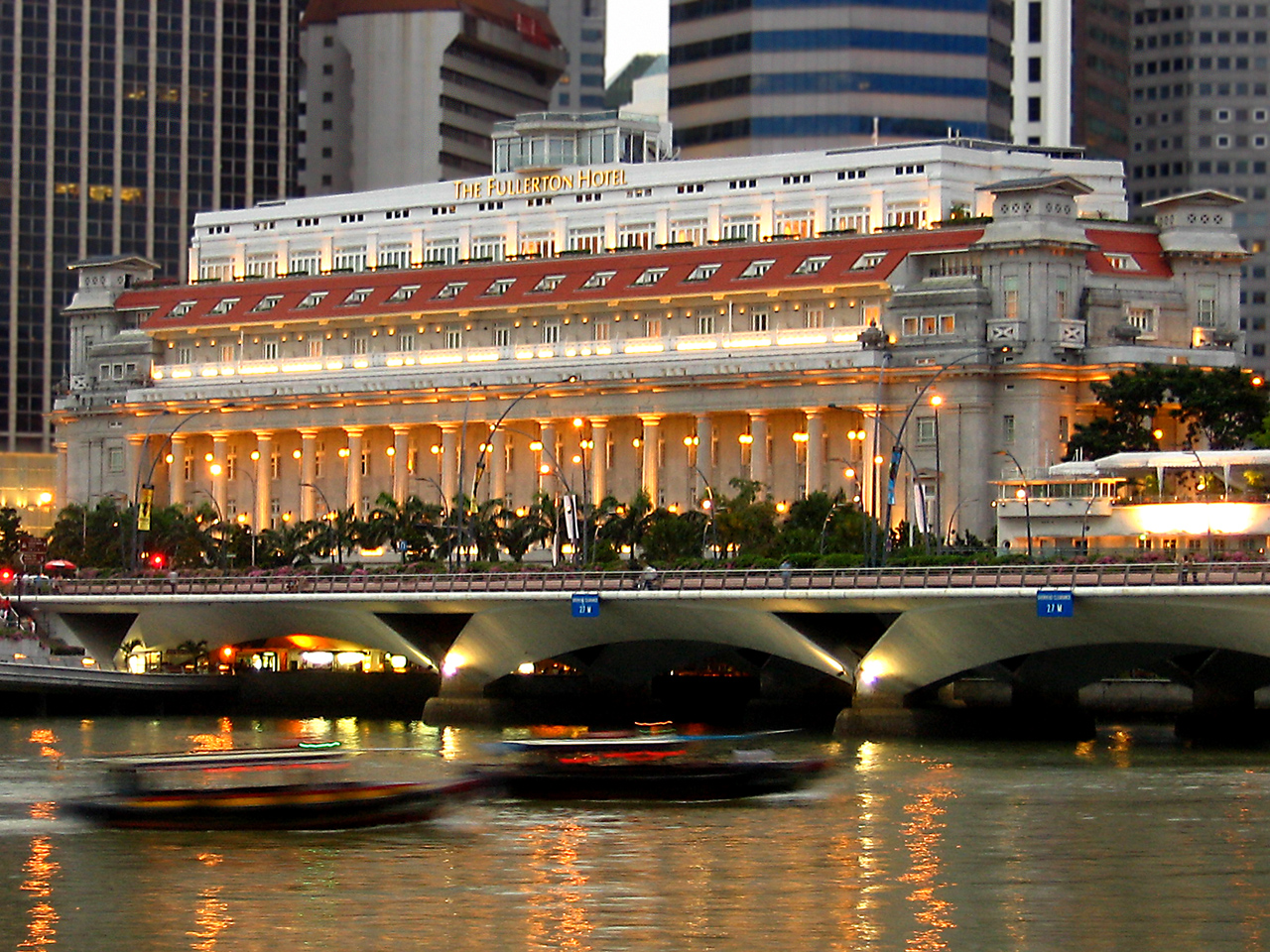
傍晚时从滨海桥看富丽敦酒店

专营的新加坡俱乐部通过出租建筑物上层楼层，为其成员提供需求与舒适。在这些房间中，会员可以享有餐饮、品酒、商谈、桌球、扑克等娱乐设施，位于阁楼层的卧室还为会员提供住宿。1961年，新成立的经济发展局把新加坡俱乐部从浮尔顿大厦中赶走，以腾出更多地方给经济发展局和更多的政府办事处。随后俱乐部迁往新加坡哥烈码头（Collyer Quay）的克利福楼（Clifford House），然后再迁抵接近驳船码头（Boat Quay）的海峡商行大厦。

### 第二次世界大战
1942年，英国向日军投降前的最后几天，浮尔顿大厦被用作医院，内有手术室救助受伤的英国士兵。在新加坡日佔時期，总督珊顿·托马斯爵士（Shenton Thomas）和夫人在新加坡俱乐部房间内寻求庇护。在浮尔顿大厦中，白思華（Arthur Ernest Percival）和汤姆斯还讨论了投降日军的可能性。随后，浮尔顿大厦成为设在新加坡的日本军事当局总部。

### 重建
1970年至1995年，新加坡税务署使用浮尔顿大厦作为其总部大楼。1996年3月，新加坡邮政总局撤出大楼。由公共工程局领导的大厦内部改建工程也于1985年展开。1997年，香港信和置業有限公司从新加坡市区重建局（Urban Redevelopment Authority）手中获得浮尔顿大厦。它花费了大约新幣$3亿元，使大厦改建为酒店，并在浮尔顿路对面建造一个综合商厦：“富丽敦一号”。装潢工程于2000年12月8日宣告竣工。2001年1月1日，新加坡总理吴作栋宣布富丽敦酒店成立。
位于居民区和中心商务区的三明治状地产，连同一个地下道及海边场所都一并卖予富丽敦酒店，这两个部分由一个空调行人道连接。为了确保历史性的浮尔顿大厦能够继续从滨海湾可见，市建局制定了一个浮尔顿一号马路对面的建筑物高度要求。这也确保了在富丽敦酒店的客人能够通畅地浏览海景。

## 建筑风格

### 原始设计

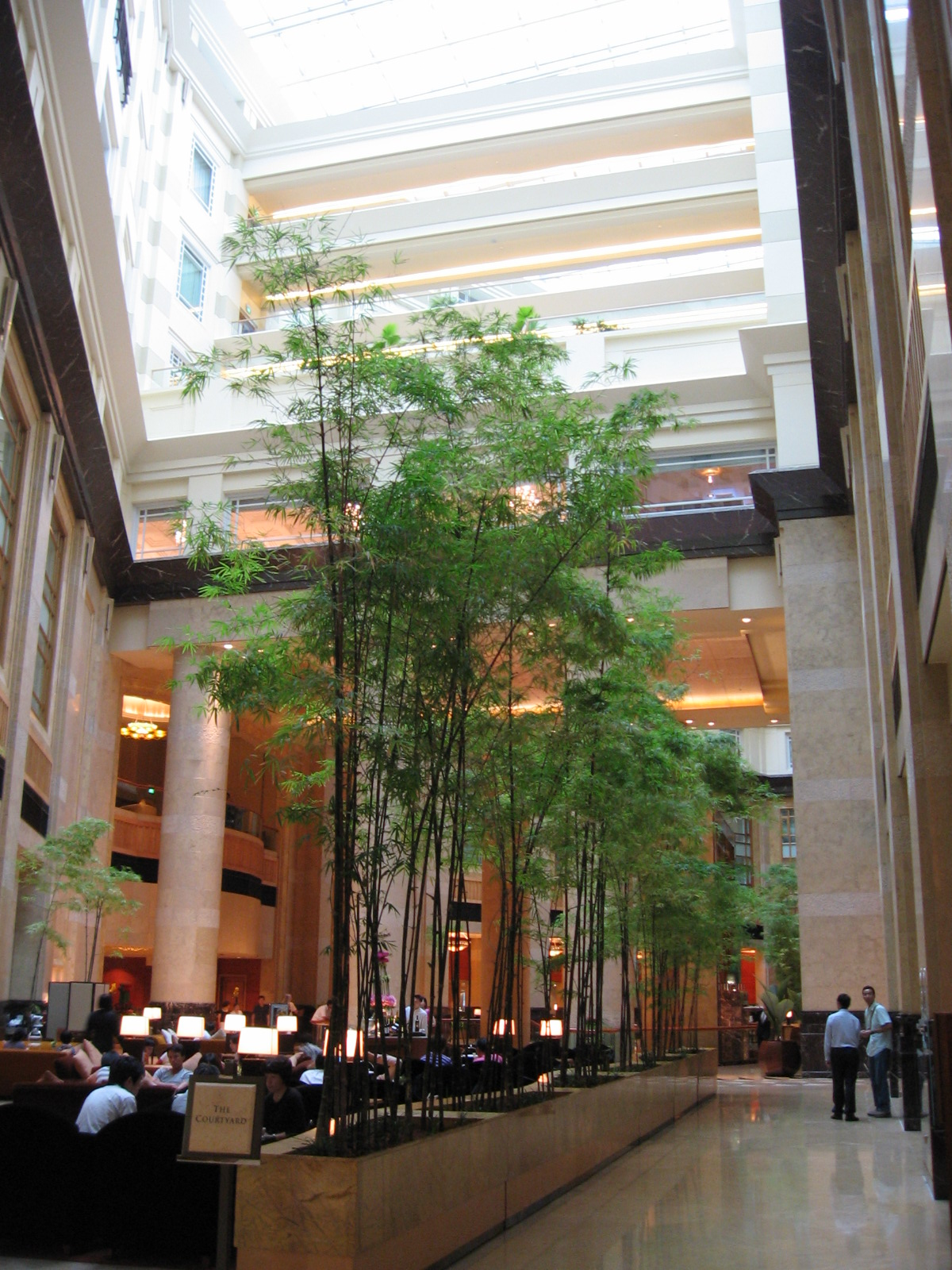
富丽敦酒店的中庭

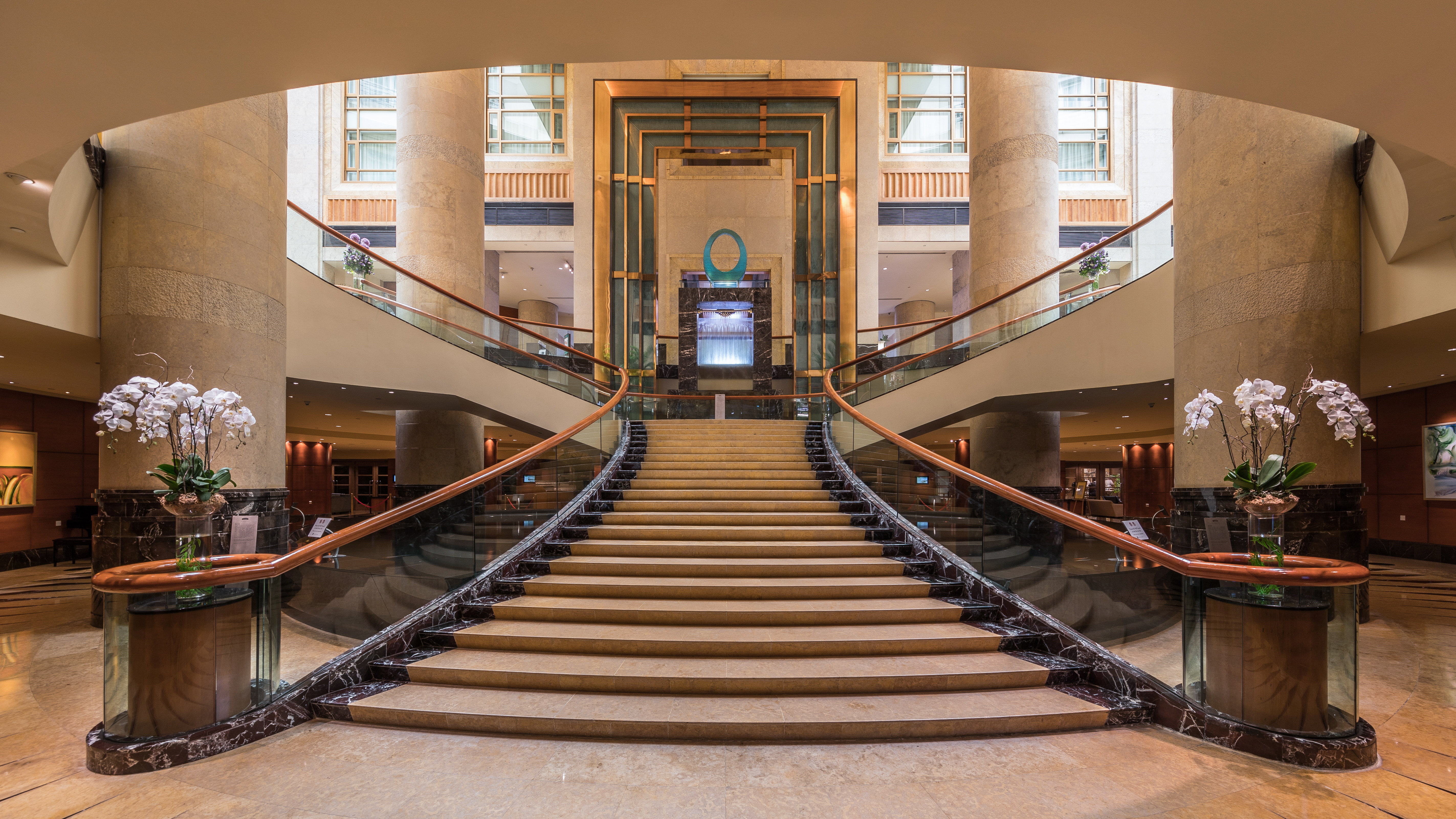
酒店內的大樓梯

浮尔顿大厦为灰色的阿伯丁花岗岩式建筑，占地面积为41100平方米（442400平方英尺），其墙面相对高度为36.6米（120英尺）。建筑物呈新古典主义建筑风格，并有槽形的多立克柱廊。其带有皇家紋章和各种纪念的宏伟门廊设计出自意大利米兰雕塑家卡瓦列·鲁多夫·诺里（Cavaliere Rudolfo Nolli）之手。最初建筑由五个不同方位的门面组成，每一个都由多立克柱支撑。14个电梯服务四个楼层外加一层地下室。中空的筏式地基单元最初由20世纪20年代原承建商设计，用以节省成本。

### 修复
1998年至2000年的浮尔顿大厦修复工程，是世界上少数涉及用作公共设施的建筑保护项目之一。61位建筑师，与DP Consultants一道，从事了此项转换成拥有400间房的豪华酒店工程。酒店房间的设计者为赫希贝德纳联合设计顾问公司（Hirsch Bedner Associates）。
在重建过程中，该历史建筑物中最具特色的建筑风格得以保留和恢复。市建局负责协调各项保护工作，并有权力要求该建筑新业主必须遵守某些规定。原先建设的一些特征必须得以忠实地恢复。其中包括邮政总局的地下画廊，以及多立克柱、海峡俱乐部台球室。邮局画廊已不再存在，但已被细分为一个酒吧、餐厅和酒店大堂。海峡俱乐部台球室则被保存，尽管没有了以前的木镶板。

#### 外部装璜
该建筑的新古典主义风格立柱和高天花板阳台得到保留。水刷石（Shanghai plaster）制嵌板也得已恢复。在浮尔顿大道下，原用于传输信件的隧道也得以保留。

#### 内部装潢
作为浮尔顿大厦的历史建筑之一，浮尔顿灯塔主要用于引导到港船舶。浮尔顿灯塔位于浮尔顿大厦顶端，为一座旋转性灯塔，光照度数为540坎德拉，可视范围达到29公里（约15.7海里）。它于1958年安装以取代拆毁的福康宁灯塔（Fort Canning Lighthouse）。
当大厦的外墙得到保护的同时，建筑师们把大厦内部成功地改建成一个五星级酒店。酒店的四层是原二战期间英国总督与英国军方商谈投降日本的地方，后被改建为独特的休息室。房间上方为呈桶拱形状的方格天花板，这在新加坡的室内建筑中独一无二。在空调出现前，浮尔顿大厦通过通风竖井等建筑装置进行自然通风，此为新加坡最大及最后一例的该类建筑。随着空调的普及，空气井已经废用。富丽敦酒店现在为两列平行的客房，环绕着酒店的中央三角形中庭。一列面朝着海港和商业中心区的高楼大厦，内圈的房间则可看到建筑物的中心庭院。

#### 结构及地基工程
内部的建设工作主要为加固横梁和立柱，外部的建筑则是翻新重塑外观模式。
尽管在翻修工作前的研究显示绝大多数筏式地基仍处于良好状态，从邻近的新加坡河的水已慢慢渗入一些地基桩，也淹没了旧地下室的一些部分。因此，一个新的预制混凝土平台被建于地基桩上，并增加了防水设施，桩型支柱建筑现在放置于该平台上。工程队安装了5排水泵集合，用于抗衡河水慢渗。由于建筑坐落在岩石的基础，所以没有额外的打桩必要。

## 设备
新加坡富丽敦酒店拥有400间客房和套房。这些房间或者可俯瞰天井前厅，或者可看到新加坡市区中心的天际线、新加坡河河畔广场、或滨海湾。酒店有一个25公尺長的户外大游泳池，健身中心和豪华的温泉浴场。酒店还设有5个餐饮场所。对一些商务旅客，酒店还设有24小时全天候服务的金融中心，提供财政报道及全球新闻的彭博专业服务。此外还有15间会议设施。

## 奖项
富丽敦酒店赢得了诸如康德纳斯旅行者（Condé Nast Traveler）金榜奖等主要旅游奖。2001年7月18日，酒店收到了市区重建局颁发的建筑遗产奖，以表彰其成功地修复了此前浮尔顿大厦建筑风格。

## 延伸阅读
- Melanie Chew. . Singapore: The Fullerton Hotel Singapore. 2001. ISBN 981-044777-9.
- William Warren, Jill Gocher. . Singapore: Periplus Editions. 2007. ISBN 978-0-7946-0174-4.

## 參见
- 富麗敦海洋公園酒店，香港